# Manzac-sur-Vern
Manzac-sur-Vern est une commune française située dans le département de la Dordogne, en région Nouvelle-Aquitaine.

## Géographie

### Généralités
Dans le centre du département de la Dordogne, la commune de Manzac-sur-Vern se situe à la limite du Périgord central et du Landais. C'est une commune rurale qui fait partie de l'aire d'attraction de Périgueux, zonage d’étude défini par l'Insee, qui a remplacé en 2020 l'aire urbaine de Périgueux dont la commune faisait également partie. Elle est arrosée par le Vern et par deux de ses affluents de rive droite, le Serre et le ruisseau des Chabannes.
La commune est desservie par les routes départementales (RD) 4, 43 et 44.
Le bourg de Manzac-sur-Vern, au croisement des trois routes départementales et à la confluence du Vern et du ruisseau des Chabannes, jouit d'une situation géographique intéressante. Il se situe, en distances orthodromiques, huit kilomètres au sud-est de Saint-Astier, neuf kilomètres à l'est de Neuvic et douze kilomètres au nord-ouest de Vergt.

### Communes limitrophes
Manzac-sur-Vern est limitrophe de sept autres communes, dont Grun-Bordas au sud-est par un quadripoint.
|          | Montrem         | Coursac             |
| Grignols | Manzac-sur-Vern | Saint-Paul-de-Serre |
| Jaure    | Bourrou         | Grun-Bordas         |

### Géologie et relief

#### Géologie
Situé sur la plaque nord du Bassin aquitain et bordé à son extrémité nord-est par une frange du Massif central, le département de la Dordogne présente une grande diversité géologique. Les terrains sont disposés en profondeur en strates régulières, témoins d'une sédimentation sur cette ancienne plate-forme marine. Le département peut ainsi être découpé sur le plan géologique en quatre gradins différenciés selon leur âge géologique. Manzac-sur-Vern est située dans le troisième gradin à partir du nord-est, un plateau formé de calcaires hétérogènes du Crétacé.
Les couches affleurantes sur le territoire communal sont constituées de formations superficielles du Quaternaire et de roches sédimentaires datant pour certaines du Cénozoïque, et pour d'autres du Mésozoïque. La formation la plus ancienne, notée c5a(2), date du Campanien 1, des calcaires packstone à wackstone crayo-marneux gris blanchâtres à subalvéolines à silex gris ou noirs. La formation la plus récente, notée CFp, fait partie des formations superficielles de type colluvions indifférenciées de versant, de vallon et plateaux issues d'alluvions, molasses, altérites. Le descriptif de ces couches est détaillé dans  la feuille « no 782 - Mussidan » de la carte géologique au 1/50 000 de la France métropolitaine, et sa notice associée.

Carte géologique de Manzac-sur-Vern.

#### Relief et paysages

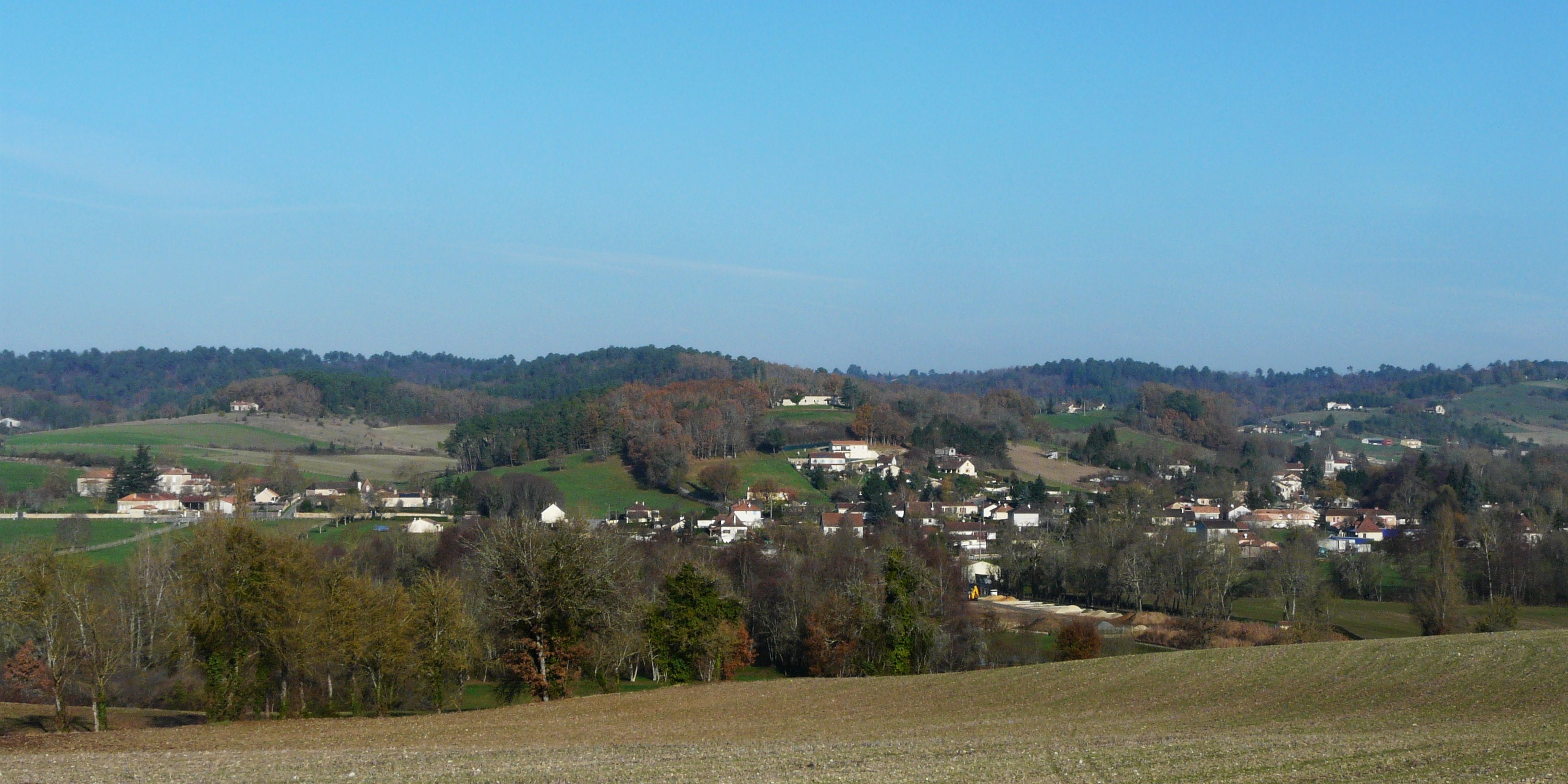
Vue panoramique du bourg de Manzac-sur-Vern.

Le département de la Dordogne se présente comme un vaste plateau incliné du nord-est (491 m, à la forêt de Vieillecour dans le Nontronnais, à Saint-Pierre-de-Frugie) au sud-ouest (2 m à Lamothe-Montravel). L'altitude du territoire communal varie quant à elle entre 81 m à l'ouest, près du lieu-dit les Brasseries, là où le Vern quitte la commune et entre sur celle de Grignols et 214 m à l'extrême nord, au nord du lieu-dit Lassalet, sur la RD 43, en limite de la commune de Montrem.
Dans le cadre de la Convention européenne du paysage entrée en vigueur en France le 1er juillet 2006, renforcée par la loi du 8 août 2016 pour la reconquête de la biodiversité, de la nature et des paysages, un atlas des paysages de la Dordogne a été élaboré sous maîtrise d’ouvrage de l’État et publié en octobre 2020. Les paysages du département s'organisent en huit unités paysagères et 14 sous-unités. La commune fait partie du Périgord central, un paysage vallonné, aux horizons limités par de nombreux bois, plus ou moins denses, parsemés de prairies et de petits champs.
La superficie cadastrale de la commune publiée par l'Insee, qui sert de référence dans toutes les statistiques, est de 19,96 km2,,. La superficie géographique, issue de la BD Topo, composante du Référentiel à grande échelle produit par l'IGN, est quant à elle de 20,45 km2.

### Hydrographie

#### Réseau hydrographique
La commune est située dans le bassin de la Dordogne au sein du Bassin Adour-Garonne. Elle est drainée par le Vern, le Serre, le ruisseau de Chabannes, le Rosier et par un petit cours d'eau, qui constituent un réseau hydrographique de 18 km de longueur totale,.
Le Vern, d'une longueur totale de 40,36 km, prend sa source en limite des communes de Val de Louyre et Caudeau et Veyrines-de-Vergt, et se jette dans l'Isle en rive gauche à Neuvic. Il traverse la commune du sud-est à l'ouest sur six kilomètres, lui servant de limite sur près d'un kilomètre et demi en deux tronçons séparés, face à Saint-Paul-de-Serre et Grignols.
Son affluent de rive droite le ruisseau des Chabannes arrose le territoire communal du nord-est au centre sur plus de trois kilomètres et demi.
Le Serre, autre affluent de rive droite du Vern, baigne l'est de la commune sur près d'un kilomètre et demi.
Son affluent de rive droite le Rosier borde le territoire communal à l'est sur 500 mètres, face à Saint-Paul-de-Serre.

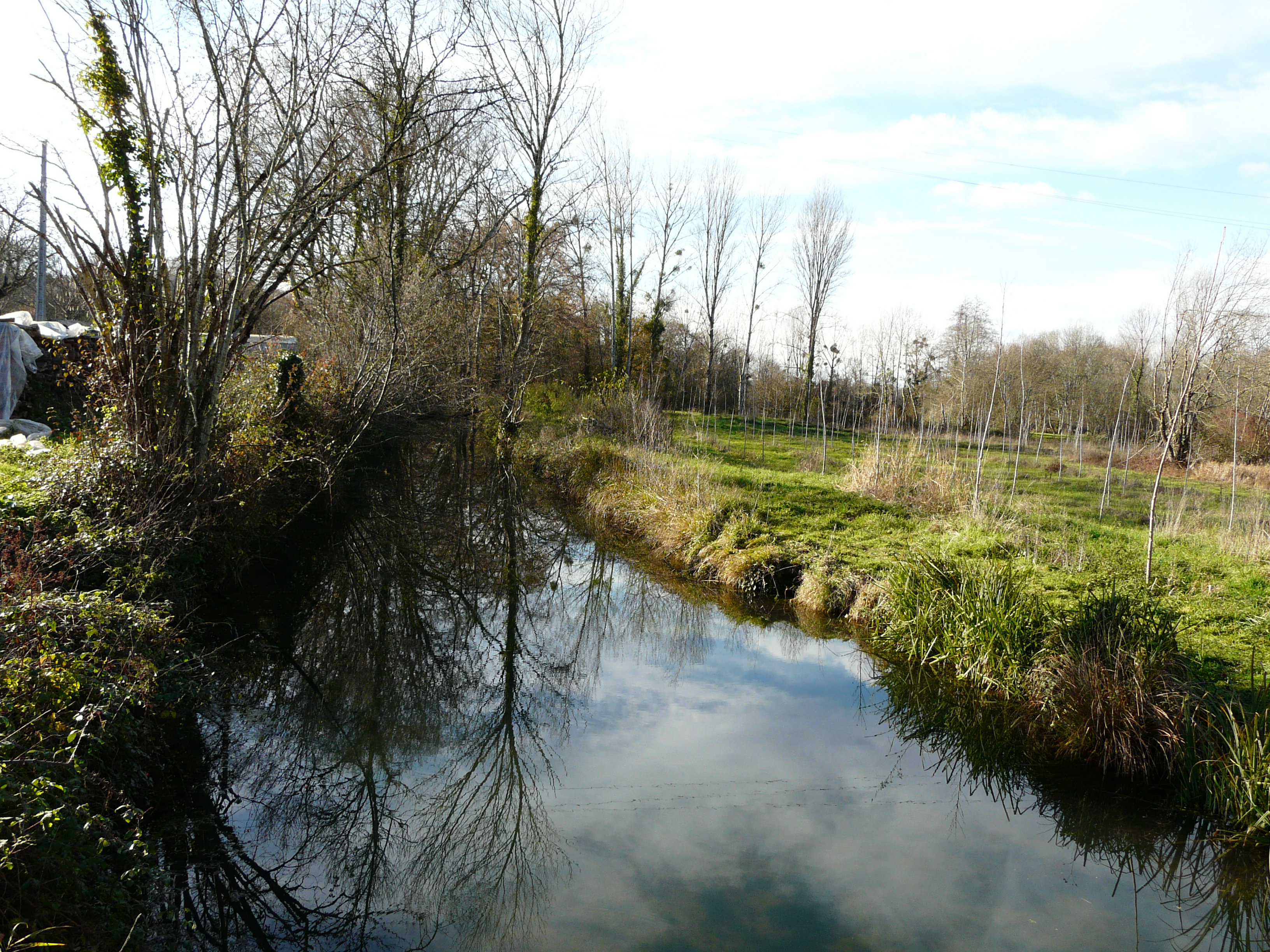
Le Vern à Gencille.
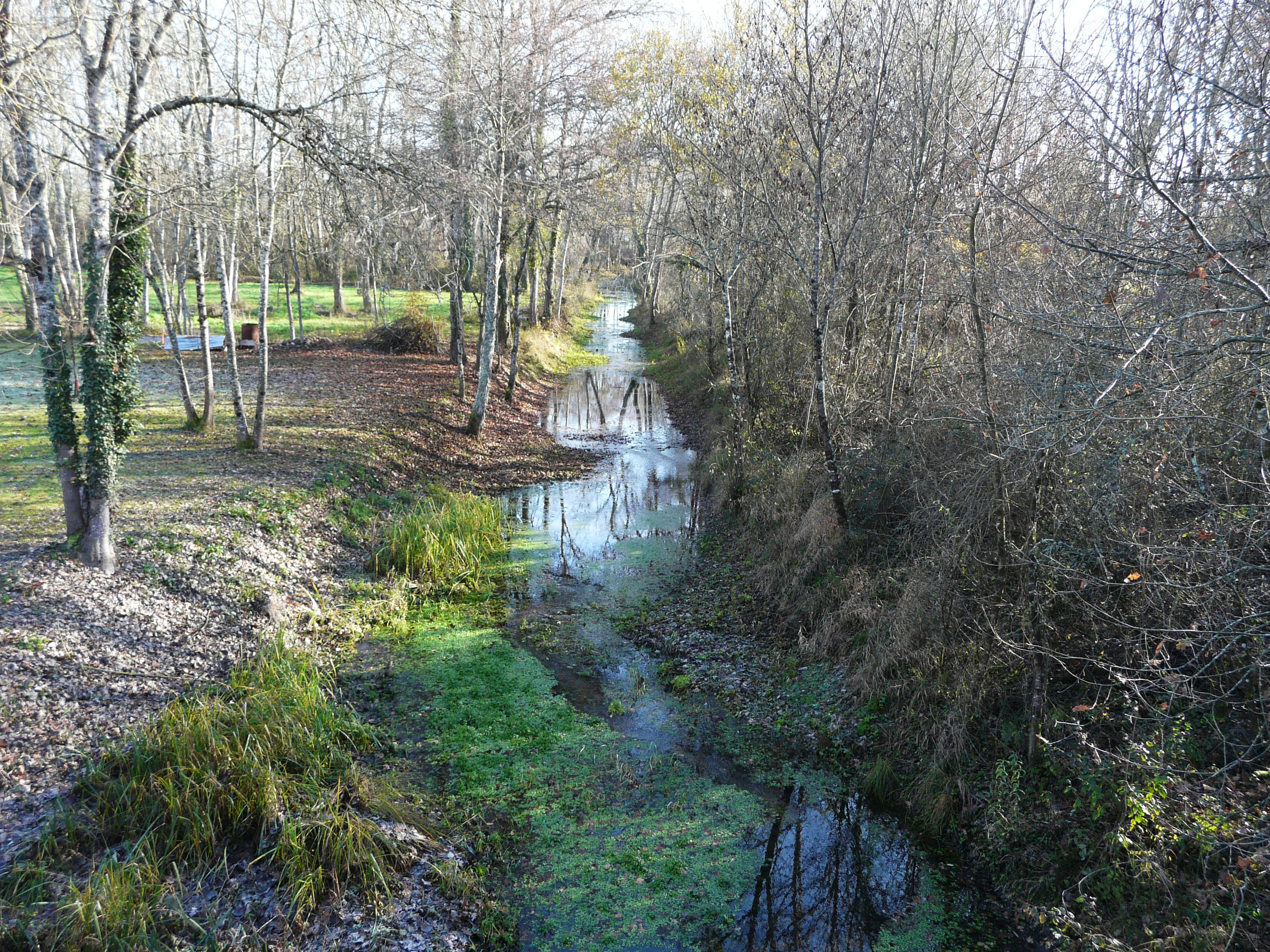
Le Vern au pont de la RD 4.
Réseaux hydrographique et routier de Manzac-sur-Vern.

#### Gestion et qualité des eaux
Le territoire communal est couvert par le schéma d'aménagement et de gestion des eaux (SAGE) « Isle - Dronne ». Ce document de planification, dont le territoire regroupe les bassins versants de l'Isle et de la Dronne, d'une superficie de 7 500 km2, a été approuvé le 2 août 2021. La structure porteuse de l'élaboration et de la mise en œuvre est l'établissement public territorial de bassin de la Dordogne (EPIDOR). Il définit sur son territoire les objectifs généraux d’utilisation, de mise en valeur et de protection quantitative et qualitative des ressources en eau superficielle et souterraine, en respect des objectifs de qualité définis dans le troisième SDAGE  du Bassin Adour-Garonne qui couvre la période 2022-2027, approuvé le 10 mars 2022.
La qualité des eaux de baignade et des cours d’eau peut être consultée sur un site dédié géré par les agences de l’eau et l’Agence française pour la biodiversité.

### Climat
Pour des articles plus généraux, voir Climat de la Nouvelle-Aquitaine et Climat de la Dordogne.
En 2010, le climat de la commune est de type climat océanique altéré, selon une étude s'appuyant sur une série de données couvrant la période 1971-2000. En 2020, Météo-France publie une typologie des climats de la France métropolitaine dans laquelle la commune est toujours exposée à un climat océanique altéré et est dans la région climatique  Aquitaine, Gascogne, caractérisée par une pluviométrie abondante au printemps, modérée en automne, un faible ensoleillement au printemps, un été chaud (19,5 °C), des vents faibles, des brouillards fréquents en automne et en hiver et des orages fréquents en été (15 à 20 jours).
Pour la période 1971-2000, la température annuelle moyenne est de 12,4 °C, avec  une amplitude thermique annuelle de 15 °C. Le cumul annuel moyen de précipitations est de 903 mm, avec 12,5 jours de précipitations en janvier et 6,7 jours en juillet. Pour la période 1991-2020, la température moyenne annuelle observée sur la station météorologique la plus proche, située sur la commune de Coulounieix-Chamiers à 14 km à vol d'oiseau, est de 13,1 °C et le cumul annuel moyen de précipitations est de 912,2 mm,. Pour l'avenir, les paramètres climatiques de la commune estimés pour 2050 selon différents scénarios d’émission de gaz à effet de serre sont consultables sur un site dédié publié par Météo-France en novembre 2022.

### Milieux naturels et biodiversité

#### Espaces protégés
La protection réglementaire est le mode d’intervention le plus fort pour préserver des espaces naturels remarquables et leur biodiversité associée,.
La commune fait partie du bassin de la Dordogne, un territoire d'une superficie de 24 000 km2 reconnu réserve de biosphère par l'UNESCO en juillet 2012 et se situe dans sa « zone de transition ».

#### Réseau Natura 2000
Le réseau Natura 2000 est un réseau écologique européen de sites naturels d'intérêt écologique élaboré à partir des directives habitats et oiseaux, constitué de zones spéciales de conservation (ZSC) et de zones de protection spéciale (ZPS).
Aucun site Natura 2000 n'a été défini sur la commune.

#### Zones naturelles d'intérêt écologique, faunistique et floristique

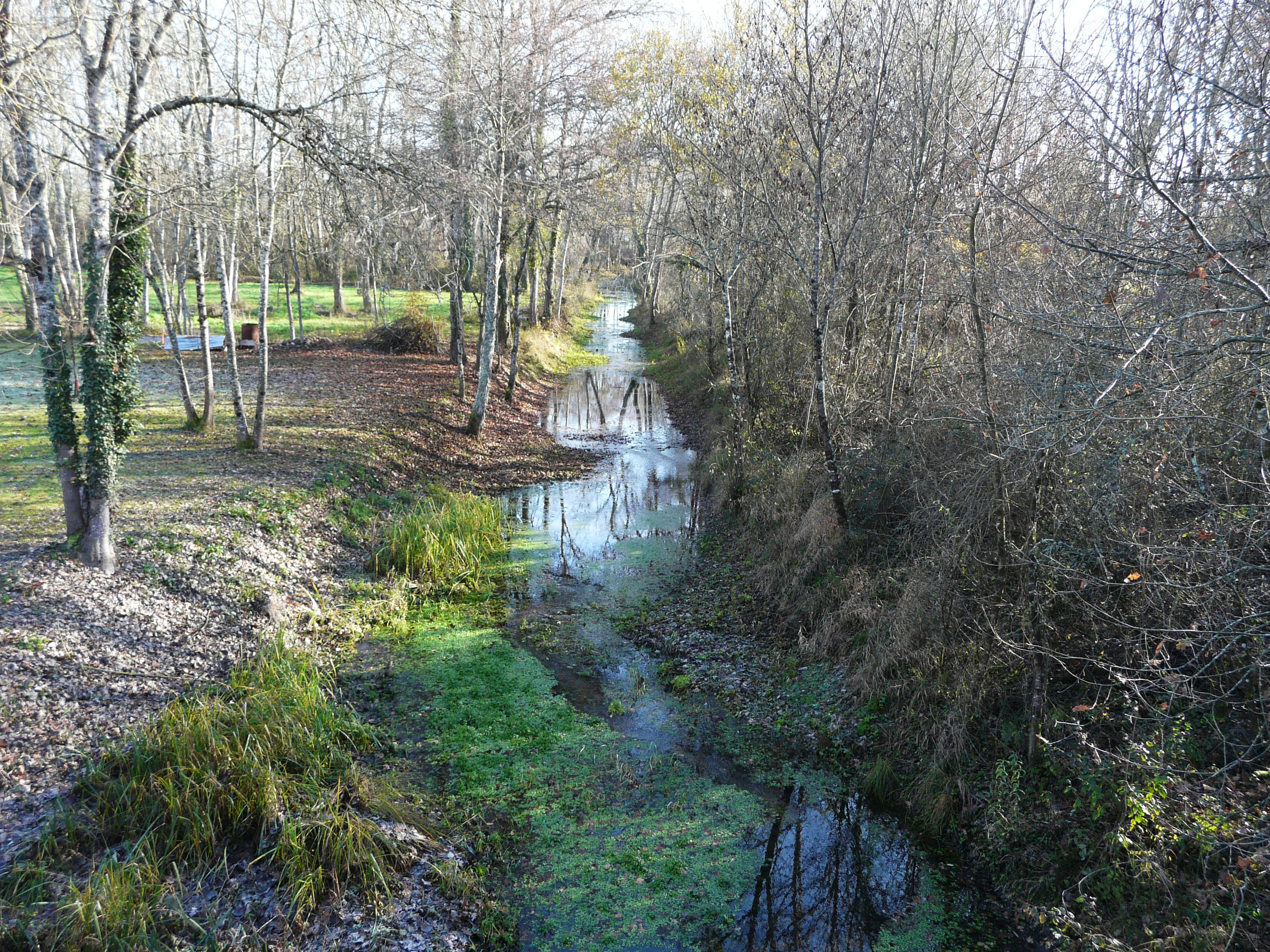
Le Vern à Manzac-sur-Vern.

L'inventaire des zones naturelles d'intérêt écologique, faunistique et floristique (ZNIEFF) a pour objectif de réaliser une couverture des zones les plus intéressantes sur le plan écologique, essentiellement dans la perspective d’améliorer la connaissance du patrimoine naturel national et de fournir aux différents décideurs un outil d’aide à la prise en compte de l’environnement dans l’aménagement du territoire.
En 2022, une ZNIEFF est recensée sur la commune d’après l'INPN.
Cette ZNIEFF de type 1 concerne certains coteaux du Vern,, notamment deux petites zones distinctes totalisant une vingtaine d'hectares, au nord de la route départementale 44, près des lieux-dits Lapeyre à l'est, et le Fraisse à l'ouest,. Celles-ci représentent environ 4 % de la superficie totale de cette ZNIEFF où une espèce déterminante de plantes et quatre espèces d'oiseaux protégées au titre de la Directive oiseaux de l'Union européenne ont été répertoriées.
Il existe également une ZNIEFF de type 2 « Vallée de l'Isle de Périgueux à Saint-Antoine-sur-l'Isle, le Salembre, le Jouis et le Vern » qui concerne notamment toute la vallée du Vern depuis l'amont de Bordas jusqu'à sa confluence avec l'Isle.

## Urbanisme

### Typologie
Au 1er janvier 2024, Manzac-sur-Vern est catégorisée commune rurale à habitat dispersé, selon la nouvelle grille communale de densité à 7 niveaux définie par l'Insee en 2022.
Elle est située hors unité urbaine. Par ailleurs la commune fait partie de l'aire d'attraction de Périgueux, dont elle est une commune de la couronne,. Cette aire, qui regroupe 49 communes, est catégorisée dans les aires de 50 000 à moins de 200 000 habitants,.

### Occupation des sols
L'occupation des sols de la commune, telle qu'elle ressort de la base de données européenne d’occupation biophysique des sols Corine Land Cover (CLC), est marquée par l'importance des territoires agricoles (53,7 % en 2018), une proportion sensiblement équivalente à celle de 1990 (53,4 %). La répartition détaillée en 2018 est la suivante : 
forêts (44,6 %), prairies (25,2 %), zones agricoles hétérogènes (24 %), terres arables (4,5 %), zones urbanisées (1,6 %), milieux à végétation arbustive et/ou herbacée (0,1 %). L'évolution de l’occupation des sols de la commune et de ses infrastructures peut être observée sur les différentes représentations cartographiques du territoire : la carte de Cassini (XVIIIe siècle), la carte d'état-major (1820-1866) et les cartes ou photos aériennes de l'IGN pour la période actuelle (1950 à aujourd'hui).

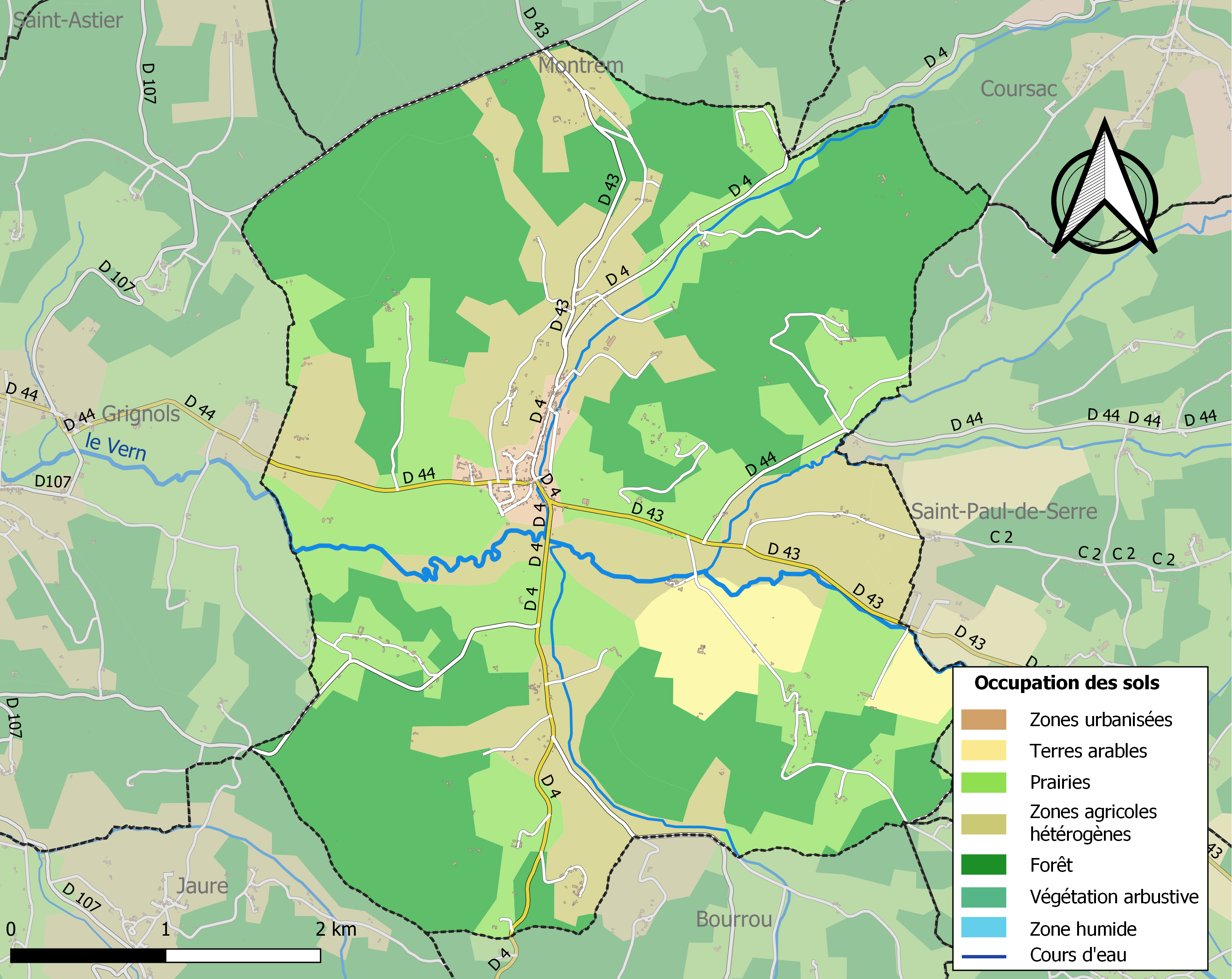
Carte des infrastructures et de l'occupation des sols de la commune en 2018 (CLC).

### Villages, hameaux et lieux-dits
(Liste non exhaustive)
Outre le bourg de Manzac-sur-Vern proprement dit, la commune se compose d'autres villages ou hameaux, ainsi que de lieux-dits :
- Baraudie
- le Bel
- Bellevue
- Bencharel
- le Bost
- Branlebos
- les Brasseries
- Cailloux
- Carteyre
- les Chabannes
- Chante Louette
- le Châtenet
- Coussaude
- la Couture
- les Defey
- Dives
- la Faye
- le Feytal
- Fontroubade
- le Fraisse
- le Freyrat
- la Gélinerie
- Gencille
- Genebriéras
- Grange-Neuve
- les Granges
- Gravardie
- Jeanbuvant
- Lafarge
- la Lande
- Langin
- Lapeyre
- Lassalet
- Lespinadas
- Leyzarnie
- Limouzy
- les Menauds
- le Mortier
- Nègrefont
- Olivoux
- Paladre
- les Péchères (deux lieux-dits du même nom, l'un au nord[41], l'autre, en ruines, au sud[42])
- Pinquat
- le Poteau
- les Pradeaux
- Pronchieras
- Raynaud
- Rouffignac
- le Rudelou
- Saunerie
- le Thur
- la Toutardie
- les Trimours
- Veyrinas.

### Prévention des risques
Le territoire de la commune de Manzac-sur-Vern est vulnérable à différents aléas naturels : météorologiques (tempête, orage, neige, grand froid, canicule ou sécheresse), feux de forêts, mouvements de terrains et séisme (sismicité très faible). Un site publié par le BRGM permet d'évaluer simplement et rapidement les risques d'un bien localisé soit par son adresse soit par le numéro de sa parcelle.
Manzac-sur-Vern est exposée au risque de feu de forêt. L’arrêté préfectoral du 14 mars 2013 fixe les conditions de pratique des incinérations et de brûlage dans un objectif de réduire le risque de départs d’incendie. À ce titre, des périodes sont déterminées : interdiction totale du 15 février au 15 mai et du 15 juin au 15 octobre, utilisation réglementée du 16 mai au 14 juin et du 16 octobre au 14 février. En septembre 2020, un plan inter-départemental de protection des forêts contre les incendies (PidPFCI) a été adopté pour la période 2019-2029,.

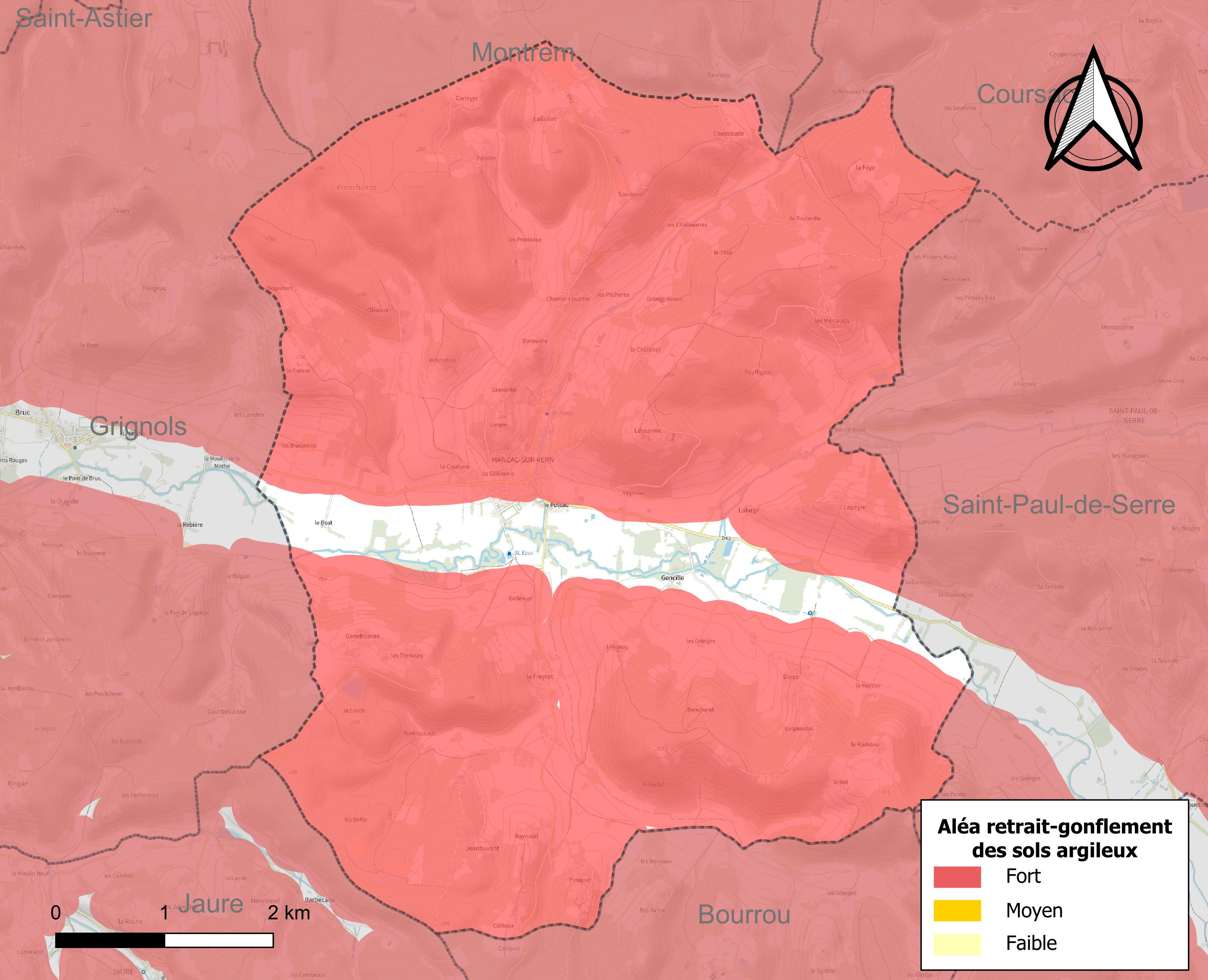
Carte des zones d'aléa retrait-gonflement des sols argileux de Manzac-sur-Vern.

Les mouvements de terrains susceptibles de se produire sur la commune sont des tassements différentiels. Le retrait-gonflement des sols argileux est susceptible d'engendrer des dommages importants aux bâtiments en cas d’alternance de périodes de sécheresse et de pluie. 91,6 % de la superficie communale est en aléa moyen ou fort (58,6 % au niveau départemental et 48,5 % au niveau national métropolitain). Depuis le 1er octobre 2020, en application de la loi ÉLAN, différentes contraintes s'imposent aux vendeurs, maîtres d'ouvrages ou constructeurs de biens situés dans une zone classée en aléa moyen ou fort,.
La commune a été reconnue en état de catastrophe naturelle au titre des dommages causés par les inondations et coulées de boue survenues en 1982, 1992, 1999 et 2018, par la sécheresse en 1989, 1992, 1995, 2005, 2009 et 2011 et par des mouvements de terrain en 1999.

## Toponymie
Selon différentes études, Manzac viendrait soit du latin Manitius, soit de Minisius, nom de personnage gallo-roman, suivi du suffixe -acum, correspondant au « domaine de Manitius (ou de Minisius) ». Le Vern, accolé au nom en 1911, est le principal cours d'eau qui baigne la commune.
En occitan limousin, la commune porte le nom de Manzac de Vern.
Sur la planète Mars, en février 2021, l'une des cibles d'analyses poussées effectuées sur un affleurement rocheux par l'astromobile Curiosity de la NASA, est baptisée d'après la commune.

## Histoire
Sur le territoire communal, d'antiques traces gallo-romaines ont été identifiées.
L'abbaye de Ligueux fonde un prieuré bénédictin au hameau de Pronchères (ou Pontchéras), mentionné dans un texte en 1178 (Ecclesia de Pronchiéras),,.
La première mention écrite connue du lieu remonte à 1243 sous la forme « Menzac », la graphie actuelle apparaissant en 1382.
En 1648, un pouillé recensant les bénéfices de l'archevêque de Bordeaux mentionne le prieuré de Manzac parmi les biens de l'abbaye de Brantôme.
Aux XVIIe et XVIIIe siècles, la paroisse de Manzac dépend de la châtellenie de Grignols.
La commune de Manzac, créée en 1790, prend le nom de Manzac-sur-Vern en 1911.

## Politique et administration

### Rattachements administratifs et électoraux
Dès 1790, la commune de Manzac-sur-Vern a été rattachée au canton de Grignols qui dépendait du district de Perigueux jusqu'en 1795, date de suppression des districts. En 1801, le canton est rattaché à l'arrondissement de Périgueux. Il change de nom et devient le canton de Saint-Astier en 1829, à la suite du transfert du chef-lieu de Grignols vers Saint-Astier.
Lors de l'importante réforme de 2014 définie par le décret du 21 février 2014 et supprimant la moitié des cantons du département, la commune reste attachée au même canton.

### Intercommunalité
Fin 2002, Manzac-sur-Vern intègre dès sa création la communauté de communes Astérienne Isle et Vern. Celle-ci disparaît le 31 décembre 2013, remplacée au 1er janvier 2014 par une nouvelle intercommunalité élargie, la communauté de communes Isle Vern Salembre en Périgord.
Au 1er janvier 2017, Manzac-sur-Vern quitte la communauté de communes Isle Vern Salembre en Périgord pour rejoindre la communauté d'agglomération Le Grand Périgueux.

### Administration municipale
La population de la commune étant comprise entre 500 et 1 499 habitants au recensement de 2017, quinze conseillers municipaux ont été élus en 2020,.

### Liste des maires

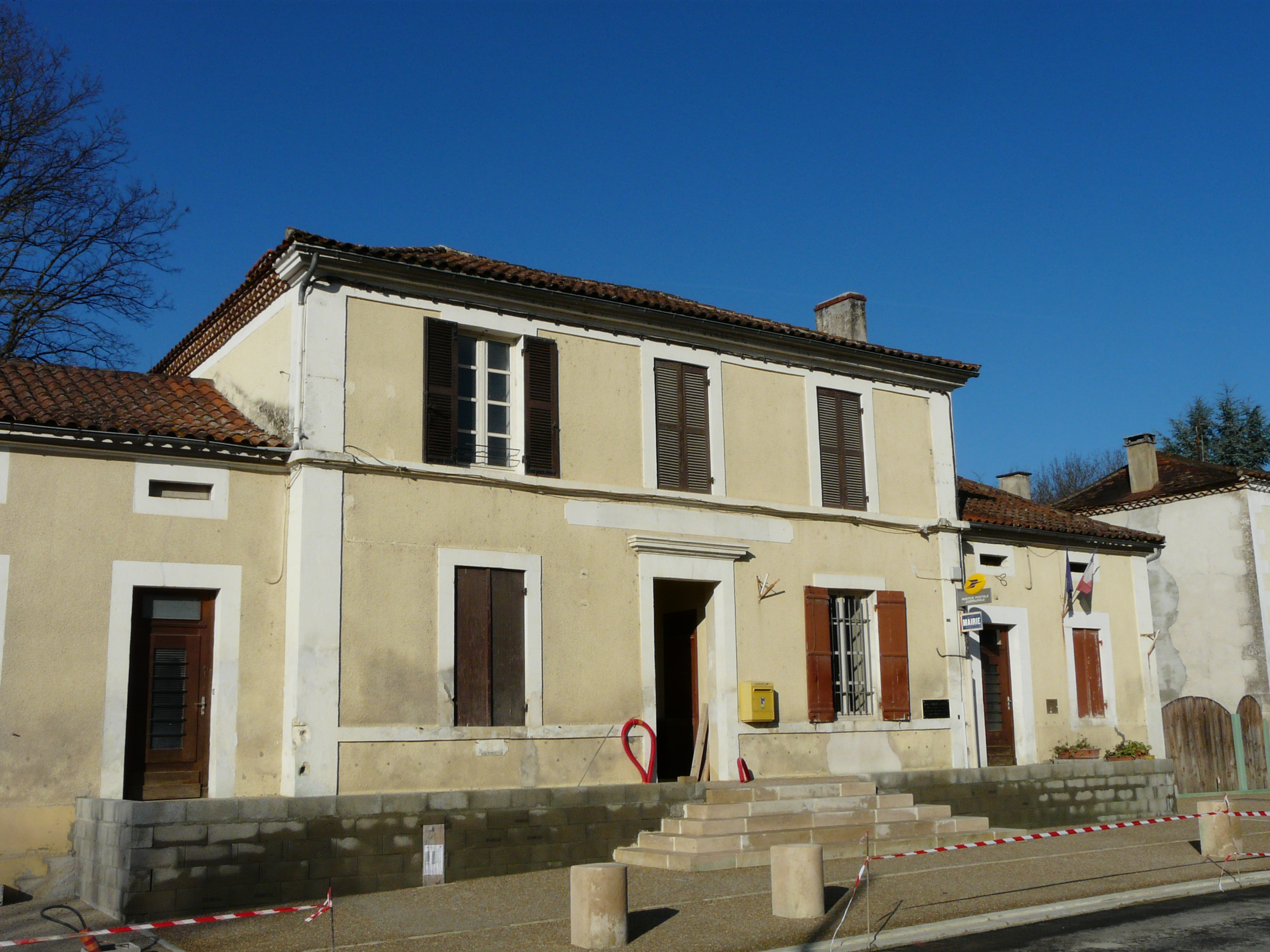
L'agence postale et la mairie.

| Période                                  | Période        | Identité                    | Étiquette  | Qualité   |
| ---------------------------------------- | -------------- | --------------------------- | ---------- | --------- |
| Les données manquantes sont à compléter. |                |                             |            |           |
| 1792                                     | 1796           | Jean Allemandou             | SE         |           |
| 1796                                     | 1800           | Louis Labat                 | SE         |           |
| 1800                                     | 1808           | Pierre Gueydon Villat       | SE         |           |
| 1808                                     | 1816           | Pierre Labat de Raynaud     | SE         |           |
| 1816                                     | 1842           | Jacques Labat Durouchaux    | SE         |           |
| 1842                                     | 1860           | Joseph Jules Labat          | SE         |           |
| 1860                                     | 1869           | Louis Du Mas                | SE         |           |
| 1869                                     | 1870           | Germain Miquel              | SE         |           |
| 1870                                     | 1874           | Gustave Jean-Baptiste Labat | SE         |           |
| 1874                                     | 1876           | Léo Albert Miquel           | SE         |           |
| 1876                                     | 1899           | Gustave Jean-Baptiste Labat | SE         |           |
| 1899                                     | 1908           | Léo Albert Miquel           | SE         |           |
| 1908                                     | 1919           | Louis Hivert                | SE         |           |
| 1919                                     | 1945           | Étienne Roque               | SE         |           |
| 1945                                     | 1959           | Roger Reymond               | SE         | Boulanger |
| 1959                                     | septembre 1980 | Louis Fourgeau              | SE         |           |
| octobre 1980                             | mars 2014      | Michel Girard               | SE puis PS | Retraité  |
| mars 2014                                | mai 2020       | Bernard Puyrigaud           | SE         | Retraité  |
| mai 2020                                 | En cours       | Yannick Rolland             | PS         |           |

## Équipements et services publics

### Enseignement
En 2016, la commune de Manzac-sur-Vern est organisée en regroupement pédagogique intercommunal (RPI) avec les communes de Grignols et Jaure au niveau des classes de primaire.
Jaure n'a plus d'école ; Grignols s'occupe de la grande section de maternelle, du cours préparatoire et du cours élémentaire (CE1 et CE2) ;  Manzac-sur-Vern accueille les enfants en petite et moyenne sections et en cours moyen (CM1 et CM2).

### Justice
Dans le domaine judiciaire, Manzac-sur-Vern relève : 
- du tribunal judiciaire, du tribunal pour enfants, du conseil de prud'hommes et du tribunal de commerce de Périgueux ;
- du pôle Nationalité du tribunal judiciaire de Périgueux (compétent uniquement dans le domaine de la nationalité) ;
- de la cour d'appel, du tribunal administratif et de la  cour administrative d'appel de Bordeaux.

## Population et société

### Démographie
Les habitants de Manzac-sur-Vern se nomment les Manzacois.
L'évolution du nombre d'habitants est connue à travers les recensements de la population effectués dans la commune depuis 1793. Pour les communes de moins de 10 000 habitants, une enquête de recensement portant sur toute la population est réalisée tous les cinq ans, les populations de référence des années intermédiaires étant quant à elles estimées par interpolation ou extrapolation. Pour la commune, le premier recensement exhaustif entrant dans le cadre du nouveau dispositif a été réalisé en 2005.

En 2022, la commune comptait 541 habitants, en évolution de −9,38 % par rapport à 2016 (Dordogne : +0,37 %, France hors Mayotte : +2,11 %).
| 1793  | 1800 | 1806 | 1821 | 1831 | 1836 | 1841 | 1846  | 1851 |
| ----- | ---- | ---- | ---- | ---- | ---- | ---- | ----- | ---- |
| 1 006 | 746  | 830  | 914  | 981  | 998  | 981  | 1 032 | 942  |

| 1856  | 1861  | 1866  | 1872 | 1876 | 1881 | 1886 | 1891 | 1896 |
| ----- | ----- | ----- | ---- | ---- | ---- | ---- | ---- | ---- |
| 1 042 | 1 038 | 1 025 | 952  | 883  | 898  | 976  | 950  | 852  |

| 1901 | 1906 | 1911 | 1921 | 1926 | 1931 | 1936 | 1946 | 1954 |
| ---- | ---- | ---- | ---- | ---- | ---- | ---- | ---- | ---- |
| 840  | 849  | 713  | 625  | 619  | 587  | 539  | 551  | 485  |

| 1962 | 1968 | 1975 | 1982 | 1990 | 1999 | 2005 | 2006 | 2010 |
| ---- | ---- | ---- | ---- | ---- | ---- | ---- | ---- | ---- |
| 437  | 401  | 420  | 417  | 488  | 505  | 508  | 509  | 566  |

| 2015 | 2020 | 2022 | - | - | - | - | - | - |
| ---- | ---- | ---- | - | - | - | - | - | - |
| 596  | 554  | 541  | - | - | - | - | - | - |

### Manifestations culturelles et festivités
- Fête du village sur un week-end début août[75].
- En novembre, sur un week-end, biennale de peinture, sculpture et encadrement (19e édition en 2024)[76].

## Économie

### Emploi
En 2015, parmi la population communale comprise entre 15 et 64 ans, les actifs représentent 269 personnes, soit 45,1 % de la population municipale. Le nombre de chômeurs (41) a fortement augmenté par rapport à 2010 (25) et le taux de chômage de cette population active s'établit à 15,2 %.

### Établissements
Au 31 décembre 2015, la commune compte 51 établissements, dont trente-deux au niveau des commerces, transports ou services, huit dans l'agriculture, la sylviculture ou la pêche, six dans la construction, et cinq relatifs au secteur administratif, à l'enseignement, à la santé ou à l'action sociale.

## Culture locale et patrimoine

### Lieux et monuments
L'église Saint-Pierre-ès-Liens du XVe siècle a conservé un portail roman du XIIe siècle. Sa façade occidentale date du XIXe siècle et son clocher est de style néogothique. L'intérieur présente des traces de litre funéraire. L'église a été restaurée à la fin des années 1990.
Le presbytère a été ravagé par un incendie au début des années 2000. Sa rénovation l'a transformé en résidence.
Autres sites :
- Château de Leyzarnie, rebâti au début du XXe siècle, inscrit en 2008 au titre des monuments historiques[81].
- Tour de l'ancien château du Châtenet[82].
- Chartreuse de la Couture[83].
- Chartreuse de la Faye[84].
- Manoir de Dives du XVIIe siècle[85].
- Cluzeau à Bencharel.

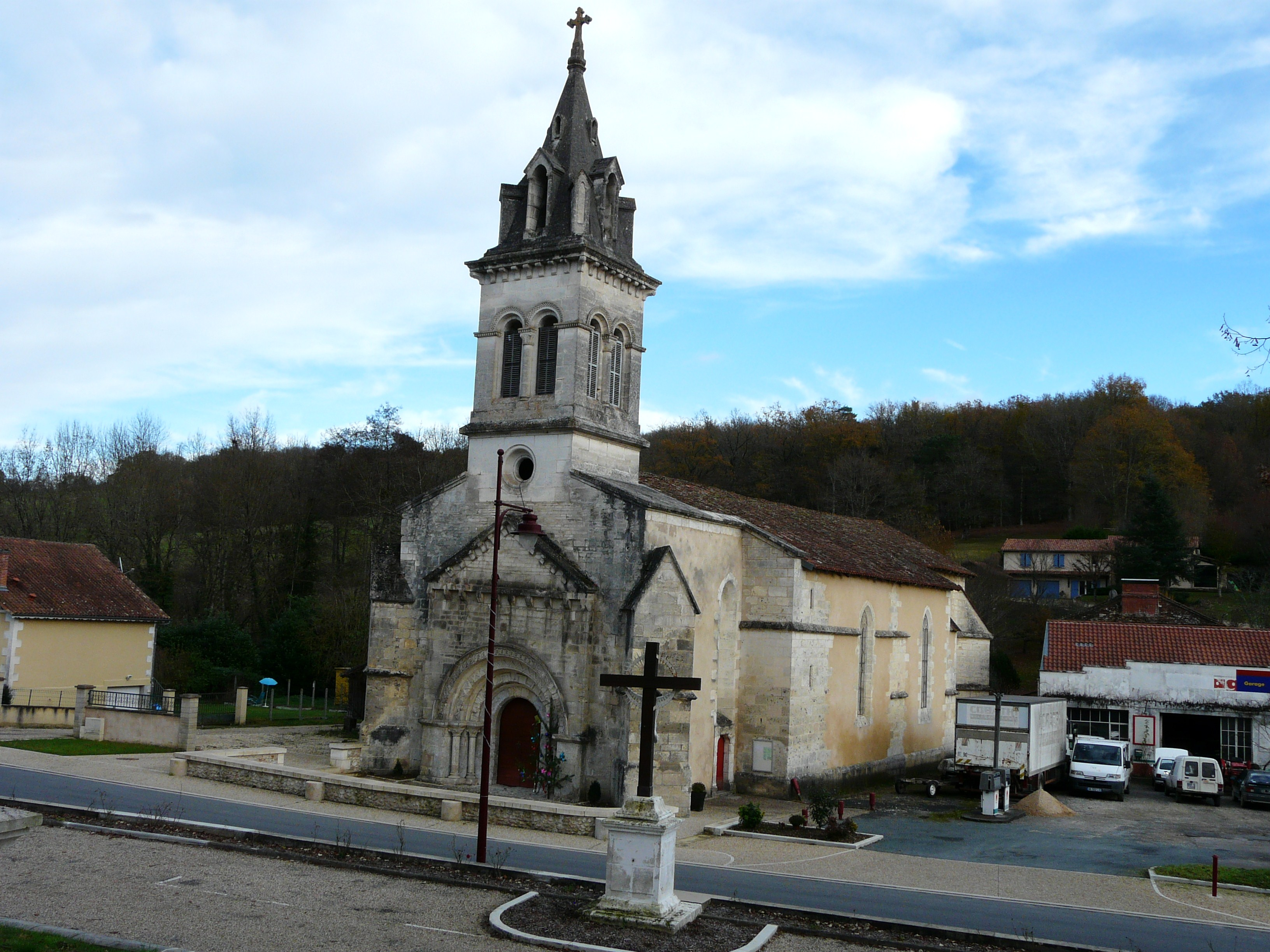
L'église Saint-Pierre-ès-Liens.
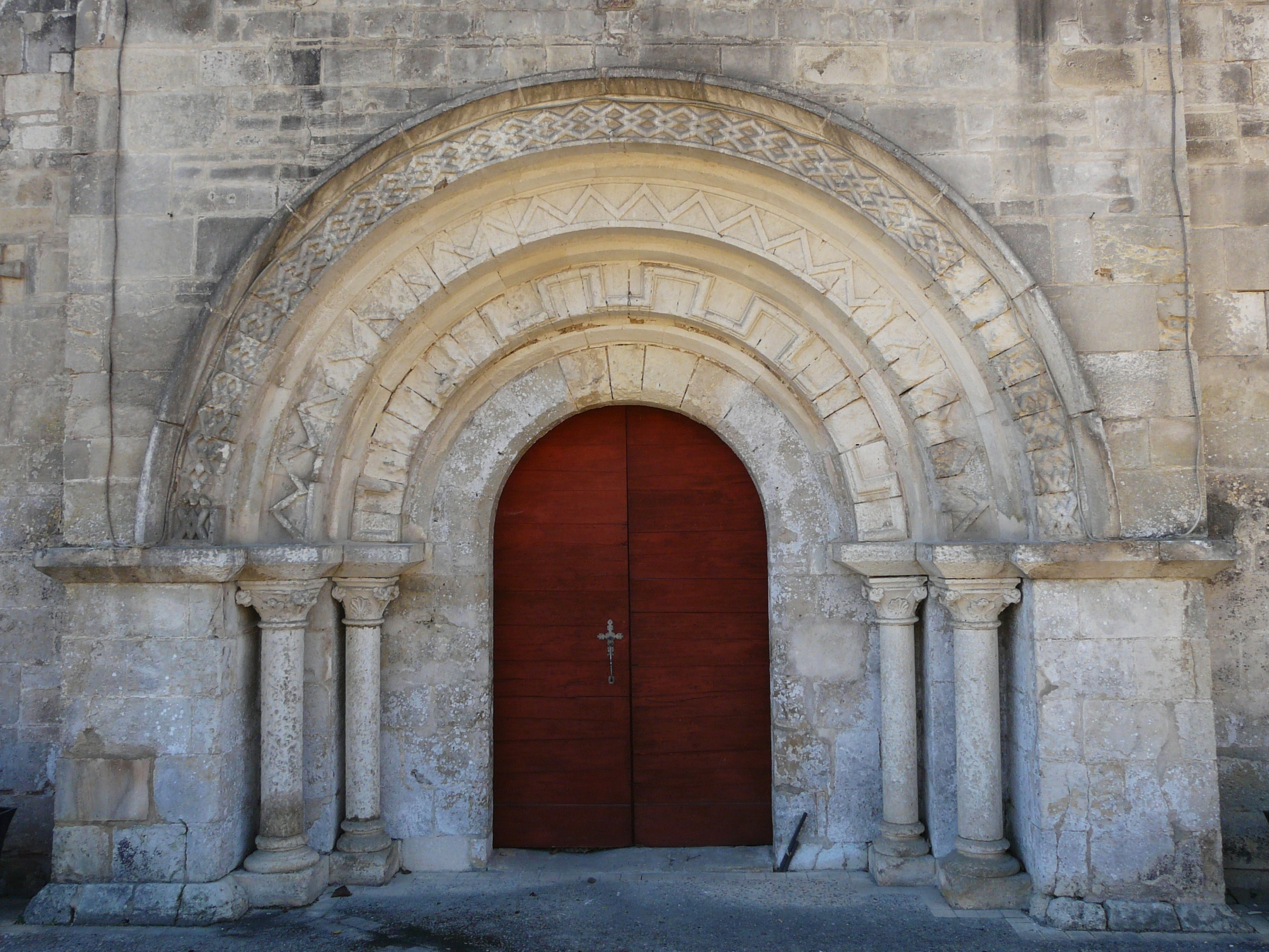
Son portail roman.
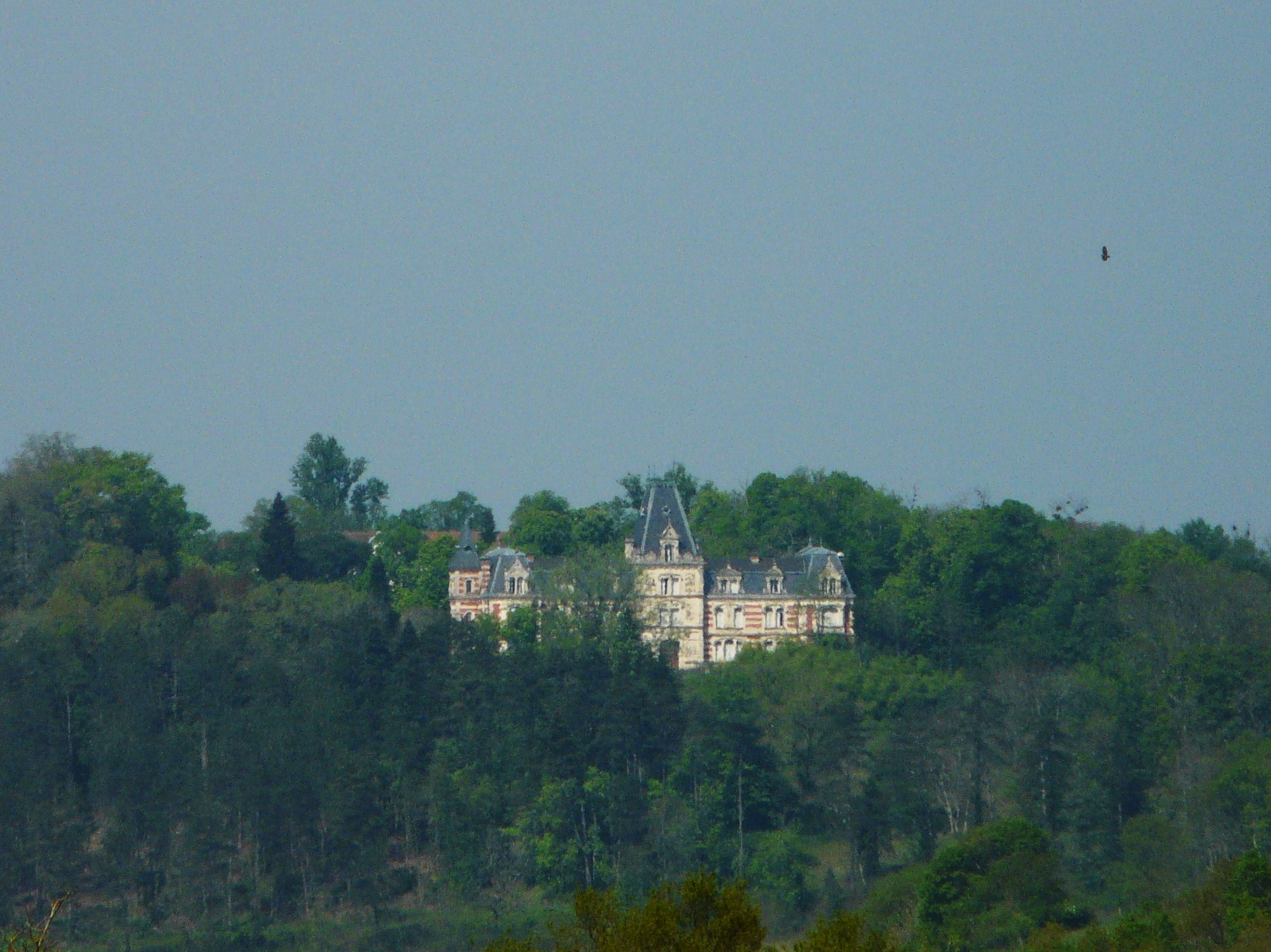
Le château de Leyzarnie.
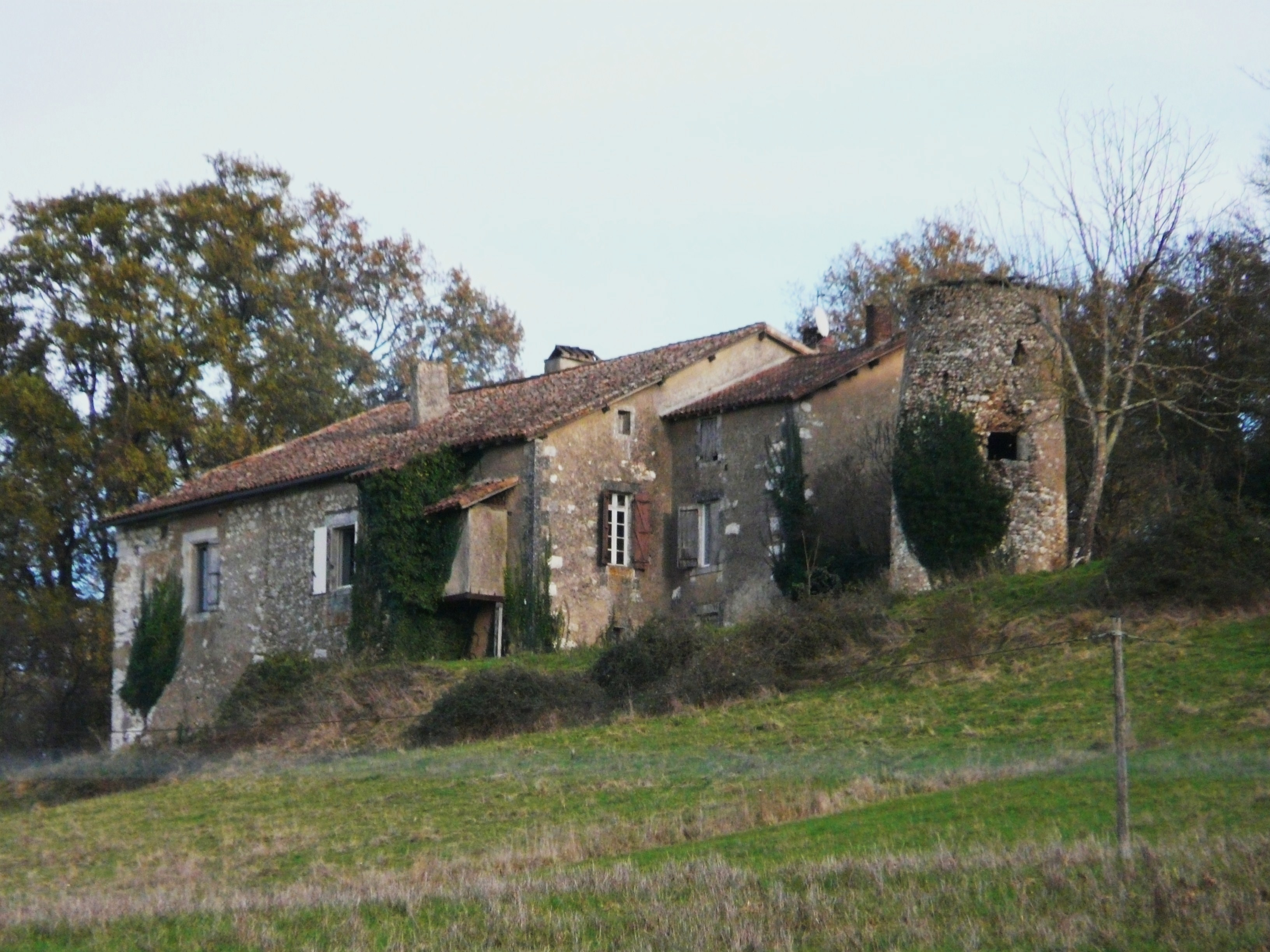
La tour du Châtenet.
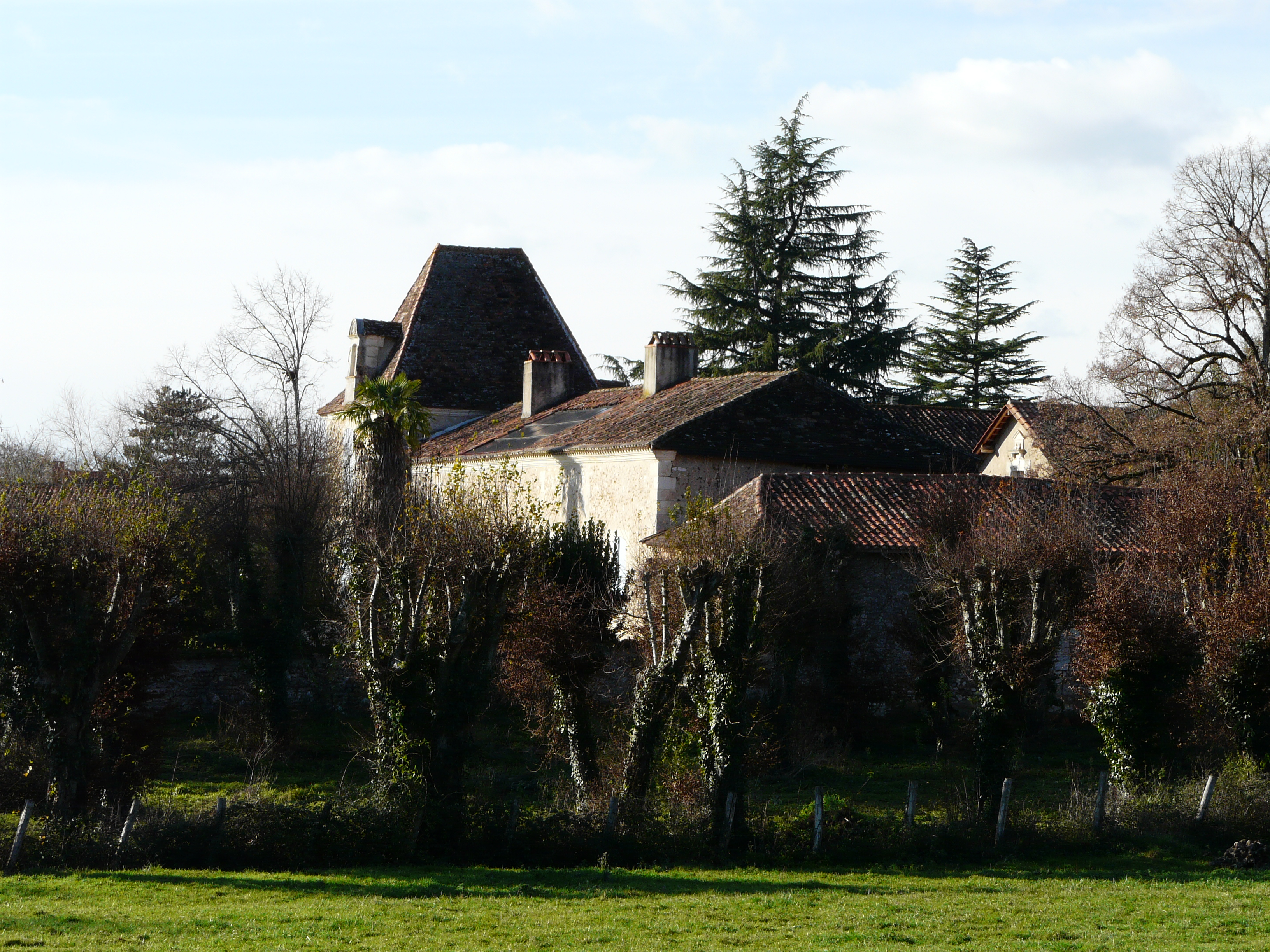
La chartreuse de la Couture.
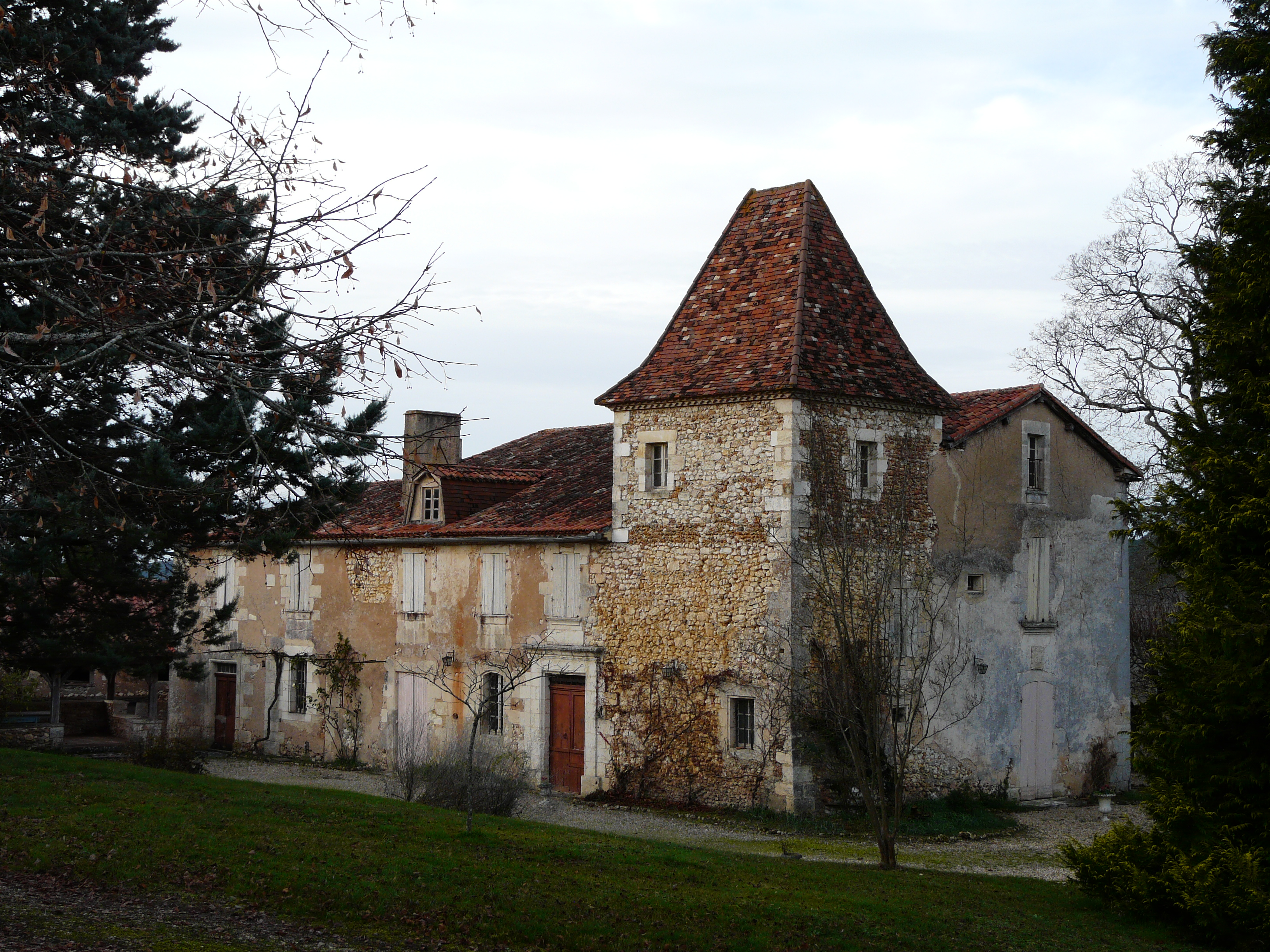
Le manoir de Dives.

### Personnalités liées à la commune
- Léonce Cubélier de Beynac (1er mai 1866-22 octobre 1942), poète né et décédé à Manzac[86],[87].
- Christian Pabœuf (1956...), y habitant depuis 2003, compositeur de musique pour le ciné concert et le théâtre, a écrit et joué les musiques pour la pièce Un petit chaperon rouge du Chantier Théâtre qui a obtenu le "Molière" du meilleur spectacle jeune public 2006[88]. Christian Paboeuf a joué dans 22 pays (Japon, 6 pays du golfe persique, Égypte, Brésil, Ukraine, Sénégal, Guatemala, Costa Rica, Nicaragua, Salvador, Norvège, Tchéquie, etc., dans différents modes d'expression : ciné concerts, théâtre, concerts, sons et lumières. Il est aussi graphiste. Il a enregistré sous son nom ou le nom de sa formation « Il Monstro » 5 CD dont l'un a été enregistré à la Maison de la Radio à Paris, produit par France Musique et distribué par Harmonia Mundi. Plusieurs de ces CD ou de ses concerts ont fait l'objet d'une émission sur France Musique. Il vend des disques aux Etats Unis (soyons juste quelques dizaines...) Il assure les ateliers ciné concert au "Festival International du Film de La Rochelle depuis 2014.
- Valentin Huot (1929-2017), champion de France de cyclisme en 1957 et 1958 et coureur du Tour de France, il s'est ensuite reconverti dans la fraisiculture à Manzac-sur-Vern[89].

## Pour approfondir